# Joachim Rippel
Joachim Rippel (* 12. März 1950 in Homburg-Erbach) ist ein deutscher Politiker (CDU). Er war vom 3. September 2007 bis 10. November 2009 saarländischer Minister für Wirtschaft und Wissenschaft.

## Ausbildung und Beruf
Rippel wuchs im Homburger Stadtteil Erbach auf und ging dort in die Grundschule. Nach dem Besuch der Realschule und des Gymnasiums studierte er Germanistik und Geschichte auf Lehramt. Ab 1978 war er im saarländischen Kultusministerium beschäftigt und dort u. a. persönlicher Referent von Minister Wolfgang Knies (CDU) und Referatsleiter bei den Ministern Diether Breitenbach (SPD) und Henner Wittling (SPD).
Von 1986 bis 1996 leitete er außerdem die Erweiterte Realschule Homburg I - Robert Bosch Schule, wo er auch die Fächer Deutsch und Geschichte unterrichtete.

## Politik
Seit 1979 ist Rippel Mitglied der CDU. Ab 1998 war er Beigeordneter der Stadt Homburg, im Jahr 2002 wurde er zum Homburger Oberbürgermeister gewählt. Er konnte sich mit 62,0 % der abgegebenen Stimmen gegen Astrid Klug (SPD, 34,6 %) durchsetzen. Wegen seiner Tätigkeit in Homburg verzichtete er 1999 auf eine Ernennung zum Staatssekretär. Rippel war im Kabinett Müller II der Nachfolger von Hanspeter Georgi. Dieser schied nach seinem 65. Geburtstag aus seinem Amt als Minister für Wirtschaft und Arbeit aus. Im Zuge der Neuverteilung der Ministerämter wurde Rippel Minister für Wirtschaft und Wissenschaft. Die Vereidigung fand am 3. September 2007 in einer Sondersitzung des saarländischen Landtages statt. Dieses Amt hatte er bis zur Vereidigung des neuen Kabinetts am 10. November 2009 inne. Von April 2010 bis Juni 2020 war er zudem Vorsitzender des Verwaltungsrates des Saarländischen Rundfunks.

## Persönliches
Joachim Rippel ist römisch-katholisch, verheiratet und hat drei Töchter. Ehrenamtlich hat er sich bei der SG Erbach als Vorstandsmitglied und Jugendtrainer engagiert.  Von 1988 bis 1995 führte er den Vorsitz des Stadtverbands für Sport Homburg.